# The Dream Syndicate
The Dream Syndicate was een Amerikaanse rockband uit Los Angeles die tot de Paisley Underground behoorde en bestond van 1981 tot 1989. Oorspronkelijk behoorden Steve Wynn (zang, gitaar), Karl Precoda (gitaar), Kendra Smith (bas) en Dennis Duck (drums) tot de band. Meest recent bestond de band uit Wynn, Duck, Paul B. Cutler (gitaar) en Mark Walton (bas). De naam van de band komt van een suggestie van Dennis Duck en verwijst naar een experimentele band (beter bekend als The Theatre of Eternal Music) die begin jaren 1960 door Tony Conrad in New York werd geformeerd, waaronder ook John Cale.

## Bezetting
Oprichters
- Steve Wynn (zang, gitaar)
- Karl Precoda (gitaar, 1981–1984)
- Kendra Smith (basgitaar, 1981–1983)
- Dennis Duck (drums)

Laatste bezetting
- Steve Wynn (zang, gitaar)
- Paul B. Cutler (gitaar, vanaf 1986)
- Mark Walton (basgitaar, vanaf 1984)
- Dennis Duck (drums)

Voormalige leden
- David Provost (basgitaar, 1983–1984)

## Geschiedenis
Tijdens hun studie aan de University of California in Davis (Californië) speelden Wynn en Smith in de band The Suspects met Russ Tolman en Gavin Blair (beide later bij True West). Wynn keerde terug naar Los Angeles en nam de single 15 Minutes op als afscheid van de muziek. Hij heeft deze intentie echter niet uitgevoerd. Tijdens zijn auditie voor de band Goat Deity ontmoette hij Precoda, die een zoekadvertentie voor bassisten had gevolgd en ze richtten The Dream Syndicate op, waarbij Precoda wisselde naar gitaar. Smith nam de bas voor zijn rekening en haalde Dennis Duck in de band, die eerder in de lokaal succesvolle band Human Hands uit Pasadena had gespeeld.
Op 23 februari 1982 verscheen The Dream Syndicate voor het eerst in de Club Lingerie. Ze namen een vier nummers tellende ep op in de kelder van Wynns huis, die Wynn uitbracht bij zijn label Down There, en de band kreeg al snel lokale erkenning voor hun lange, geïmproviseerde feedback. Ze putten uit de nalatenschap van The Velvet Underground en Television, maar ook banden met Quicksilver Messenger Service en Creedence Clearwater Revival waren herkenbaar. De band tekende een platencontract bij Slash Records, op wiens Ruby Records label hun eerste album The Days of Wine and Roses verscheen in 1982. Het volgende jaar verscheen het anthemische eerste nummer Tell Me When It's Over op dit album als A-kant van een ep, die ook een coverversie van Buffalo Springfields Mr. Soul bevatte, bij Rough Trade Records in het Verenigd Koninkrijk. Kendra Smith verliet The Dream Syndicate en formeerde de band Opal met David Roback (voorheen met Rain Parade, later met Mazzy Star). Ze werd vervangen door David Provost (Droogs, Russ Tolman, Denver Mexicans).
Door de positieve media-respons werd A&M Records opmerkzaam op de band en contracteerde ze in 1984. In hetzelfde jaar bracht de band hun meest ambitieuze album The Medicine Show uit, een album dat sommigen beschouwen als een van de beste rockalbums van de jaren 1980. Het werd opgenomen in San Francisco en geproduceerd door Sandy Pearlman (Blue Öyster Cult, The Clash, The Dictators, Pavlov's Dog, Shakin' Street, Jenifer McKitrick). De voltooiing van dit album was tijdrovend en moeilijk vanwege het tijdelijk uiteenvallen van de band en omvat Merritville en vooral John Coltrane-stereobluesklassiekers. Ze speelden in het voorprogramma van R.E.M. en U2 en ook op het live-album This Is Not The New Dream Syndicate Album - live van A&M Records (ondersteund door studiomuzikant Tommy Zvoncheck), waarin Karl Precoda de laatste keer en Mark Walton voor het eerst op basgitaar te horen was. Ze verlieten A&M nadat de platenmaatschappij de demo Slide Away had afgewezen. Het nummer staat op het album It's Too Late To Stop Now, uitgebracht door de fanclub onder leiding van Pat Thomas (Absolute Gray).
Steve Wynn schreef in 1985 tien nummers met Dan Stuart (Green on Red), die ze opnamen met Dennis Duck en collega's van de Paisley Underground zoals de Long Ryders, en toen Danny and Dusty uitbrachten op het album The Lost Weekend van A&M. Nadat A&M de band van hun contract had ontbonden, gingen Wynn, Duck, Mark Walton en Paul B. Cutler (voorheen met de deathrock-band 45 Grave) samen voor de definitieve bezetting van The Dream Syndicate en namen nog de twee studioalbums Out Of The Gray (1986) op, geproduceerd door Cutler, en Ghost Stories (1988), geproduceerd door Elliot Mazer, die ook enkele albums produceerde van Neil Young (waaronder Harvest en Time Fades Away). Als afscheidscadeau voor A&M nam The Dream Syndicate het nummer Lonely Bull op, de eerste hit van A&M-baas Herb Alpert in 1962. De dubbele live lp Live at Raji’s, die Mazer ook produceerde, werd opgenomen voor Ghost Stories, maar werd pas daarna uitgebracht. Na het uiteenvallen van de band verscheen onder andere 3½; The Lost Tapes 1985–1988 met niet eerder gepubliceerde studio-opnamen en The Day Before Wine and Roses, de opname van een live radioprestatie kort voor het uitbrengen van hun eerste album. De band is sinds de hereniging in 2012 weer actief met het nieuwe album How Did I Find Myself Here? (2017) en was op tournee in 2017.

## Soloprojecten
Na het schijnbaar definitieve einde van The Dream Syndicate eind jaren 1980 begon Steve Wynn zijn succesvolle solocarrière, Karl Precoda werd professor in de literatuur, Kendra Smith formeerde de band Opal met David Roback van Rain Parade en Keith Mitchell van Green on Red, Mark Walton verhuisde naar New Orleans en voegde zich bij de Continental Drifters, Dennis Duck trok zich terug in het privéleven en Paul B. Cutler werkt als concertorganisator in Los Angeles.

## Discografie
Dream Syndicate
- 1982: The Dream Syndicate (ep, Down There Records)
- 1982: The Days of Wine and Roses (album, Ruby Records/Slash Records)
- 1984: Medicine Show (album, A&M)
- 1984: This Is Not the New Dream Syndicate Album……Live! (album, A&M)
- 1986: Out of the Grey (album, Chrysalis/Ariola)
- 1986: 50 In A 25 Zone (mini-album, Big Time)
- 1988: Ghost Stories (album, Enigma/Virgin)
- 1989: Live at Raji's (do-album, Enigma/Virgin)
- 1989: It's Too Late To Stop Now (album, Another Cowboy (Fanclub Label))
- 1993: 3½; The Lost Tapes 1985-1988 (album, Normal)
- 1995: The Day Before Wine and Roses (album, Normal)
- 2017: How Did I Find Myself Here? (album, Anti)
- 2019: These Times (album)
- 2020: The Universe Inside (album)

Danny & Dusty (met Steve Wynn & Dennis Duck)
- 1985: The Lost Weekend (album, A&M)- heruitgave: Prima Records